# أرديل (كلب)
الأَرْدِيلُ هو ضرب من الكلاب من سلالة الترير.